# Ablabesmyia appendiculata
Ablabesmyia appendiculata är en tvåvingeart som först beskrevs av Jean-Jacques Kieffer 1923.  Ablabesmyia appendiculata ingår i släktet Ablabesmyia och familjen fjädermyggor. Inga underarter finns listade i Catalogue of Life.